# Miłosław Kędzierski
Miłosław Kędzierski (ur. 3 lutego 1987 w Jastrzębiu-Zdroju) – polski wioślarz. Wioślarz LOTTO-Bydgostia Bydgoszcz

## Osiągnięcia
- Mistrzostwa Świata U-23 – Račice 2009 – ósemka – 1  miejsce[1].
- Mistrzostwa Europy – Brześć 2009 – czwórka bez sternika – 9. miejsce[1].